# خرسانة مقذوفة

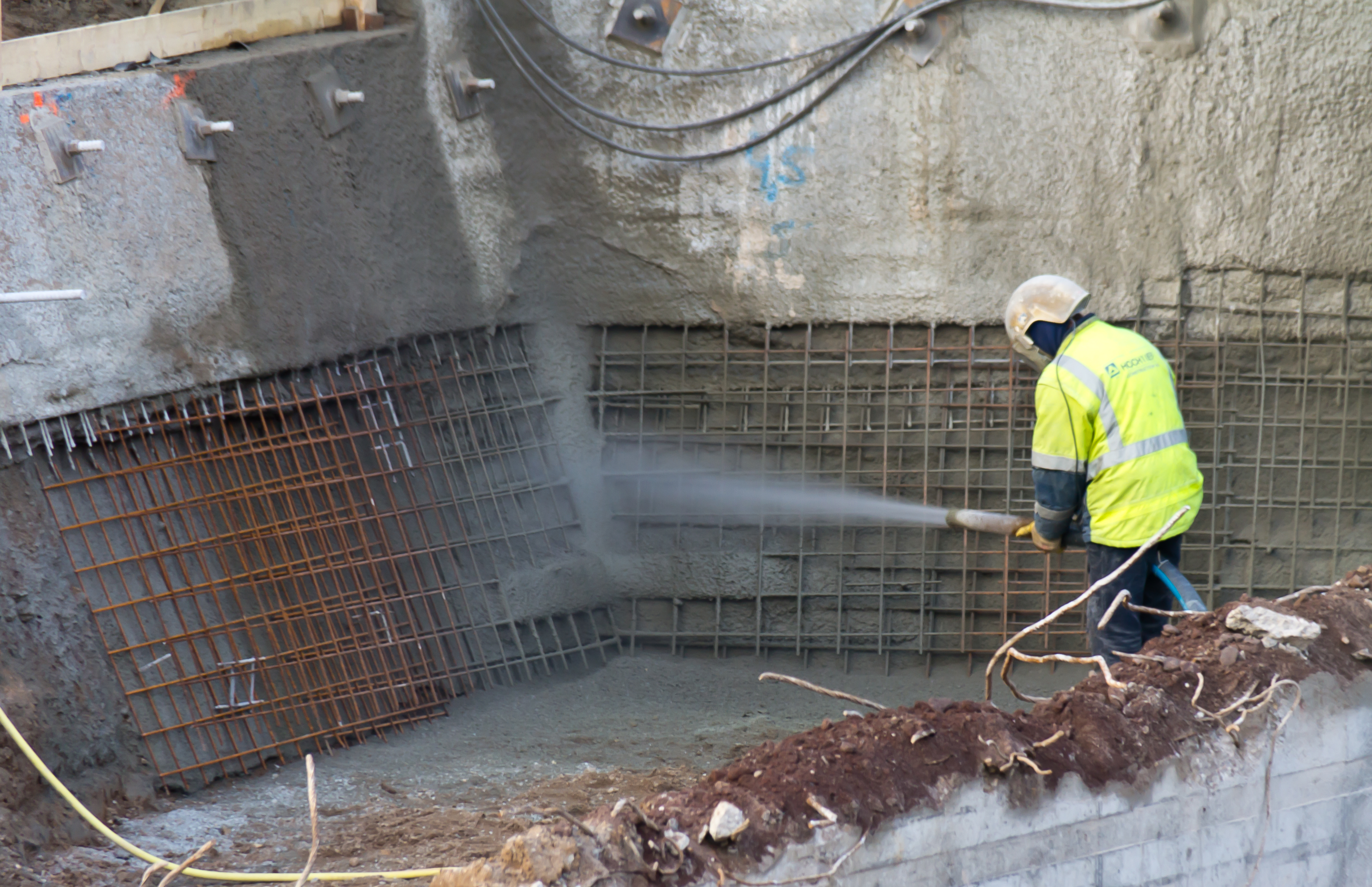

الخرسانة المقذوفة هي نوع من الخرسانة ولكنها تختلف عنها في طريقة التنفيذ والادوات المستخدمة.

## لمحة تاريخية

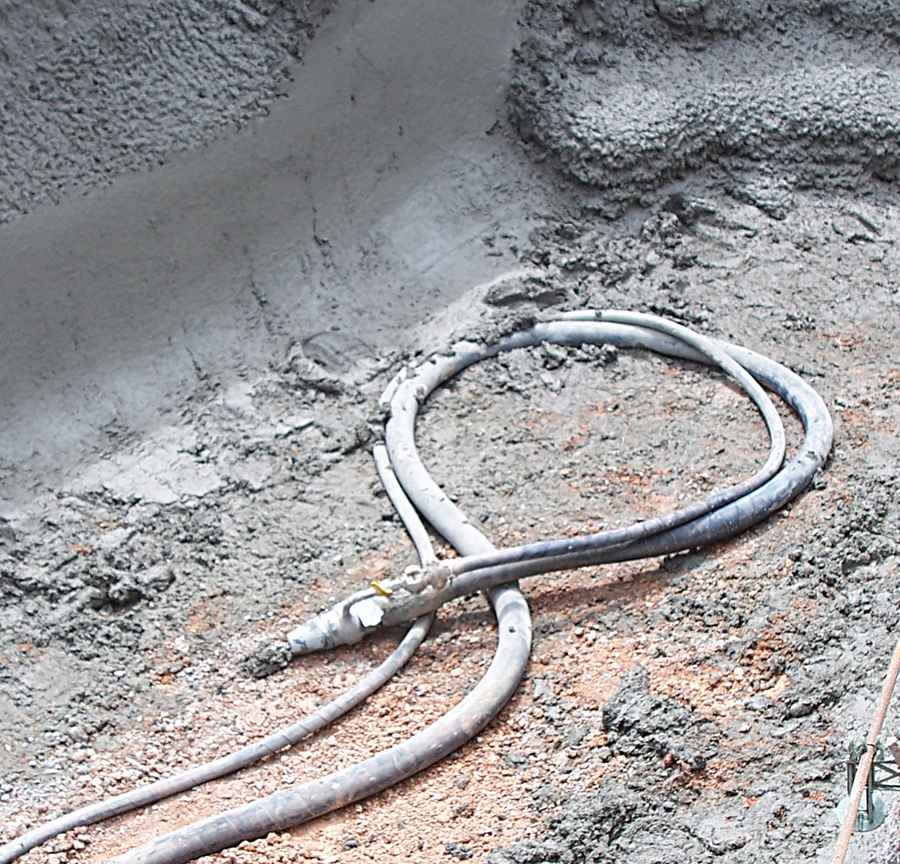
مدفع قذف الخرسانة

ظهرت الخرسانة المقذوفة في أوائل العام 1900 م في الولايات المتحدة الأمريكية في صناعة المجسمات والتماثيل على يد الأميريكي كارل اكيلي ثم تم استخدامها في العام 1911 في معالجة الأجزاء الضعيفة في أعمال ترميم المباني.

## الاستخدامات
من أشهر الاستخدمات للخرسانة المقذوفة هي أعمال إنشاء الإنفاق بالجبال واعمال تبطين المجاري المائية واعمال المنشآت القشرية وتثبيت سفوح الجبال بجوار الطرق لمنع الانهيارات وتستخدم في أعمال الترميم وتبطين الانفاق.

## طرق قذف المونة

### الطريقة الجافة
وفيها يتم خلط المكونات (الزلط والرمل والاسمنت) في الوضع الجاف ويتم وضعه في حاوية ثم يتم الضغط باستخدام القاذف ويتم أثناء ذلك مزج الماء بالمكونات.

### الطريقة الرطبة
يتم خلط المكونات مع الماء ثم يتم وضع المزيج في الحاوية ويتم قذفها بالقاذف.

## مراجع

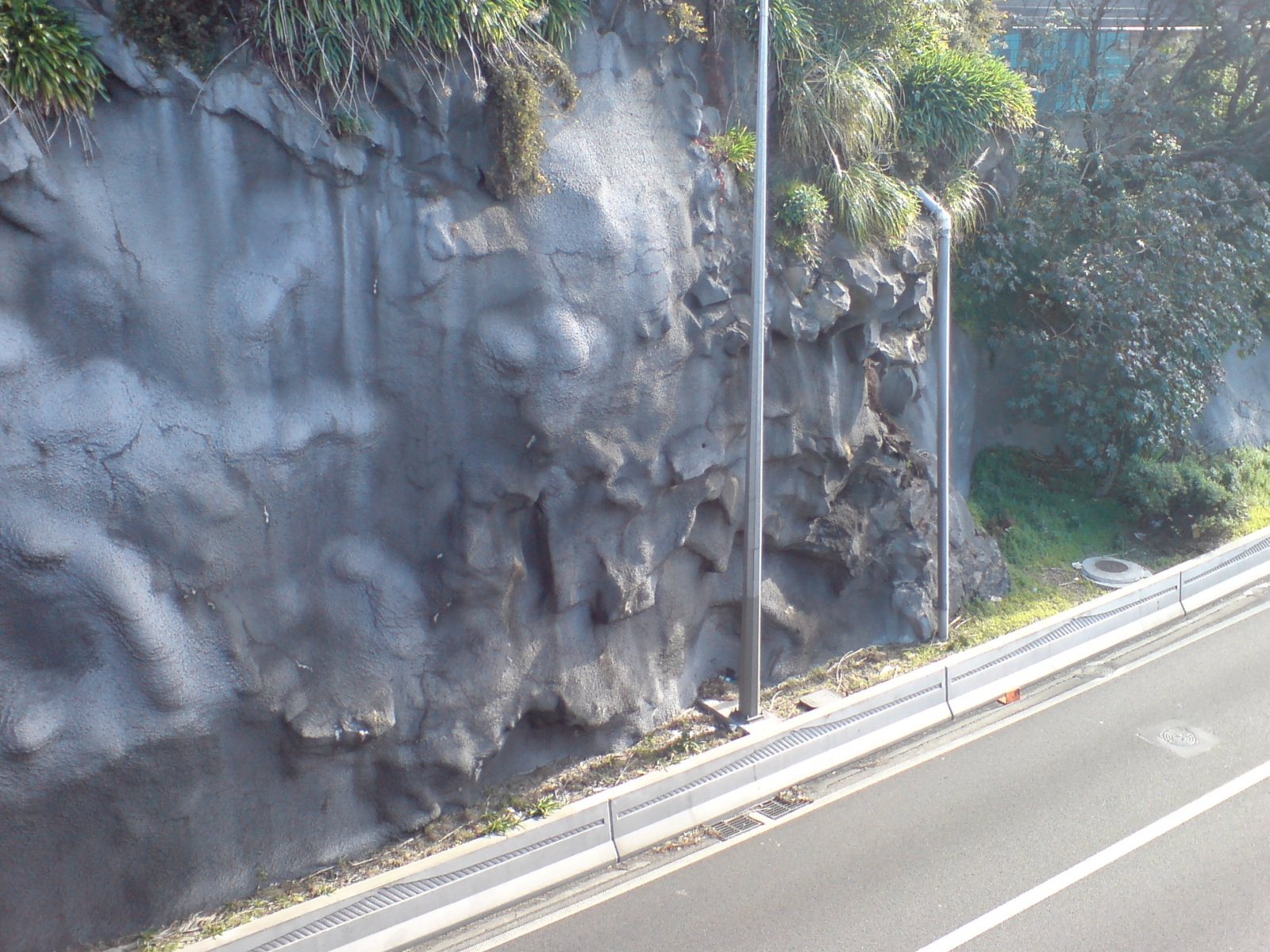
تثبيت حواف الجبال